# Reazione di Thorpe
La reazione di Thorpe è una reazione chimica di auto-condensazione di nitrili alifatici, catalizzata da basi, che porta alla produzione di enammine. La reazione fu descritta per la prima volta dal chimico britannico Jocelyn Field Thorpe agli inizi del Novecento.

## Reazione di Thorpe–Ziegler
La reazione di Thorpe–Ziegler (da Karl Ziegler) è una variante della reazione precedente, nota anche come metodo di Ziegler. Si tratta di una modifica intramolecolare con un dinitrile come reagente che porta alla produzione finale di un chetone ciclico, dopo idrolisi acida. La reazione è concettualmente simile alla condensazione di Dieckmann.